# Лазар Васић
Лазар Васић (Београд, 3. јануар 2001) је српски кошаркаш. Игра на позицији плејмејкера

## Каријера

### Клупска
Васић је прве кошаркашке кораке направио у клубу Абба из Барича. У лето 2014. године прикључио се млађим категоријама Црвене звезде. Са црвено-белима је освајао национална првенства и у кадетској и у јуниорској конкуренцији.
Васић је био прикључен сениорском тиму Звезде за потребе турнира Купа Радивоја Кораћа 2019, али није забележио ниједан наступ на том такмичењу. Дана 19. марта 2019. године потписао је четворогодишњи уговор са Црвеном звездом. Дана 5. септембра 2019. године објављено је да је Васић уступљен на једногодишњу позајмицу Тамишу.
Дана 30. децембра 2020. године је потписао уговор са ФМП-ом до краја такмичарске 2020/21.

### Репрезентативна
Са кадетском репрезентацијом Србије освојио је бронзану медаљу на Европском првенству 2017. године.

## Успеси

### Репрезентативни
- Европско првенство до 16 година:  2017.